# Johnny Hansen
Johnny Terney Hansen (Vejle; 14 de noviembre de 1943) es un exjugador de fútbol danés que jugó como defensor.

## Trayectoria
Nacido en las inferiores del Vejle BK, jugó para el club en Primera División de 1962 a 1968 antes de mudarse a Alemania para el 1. FC Núremberg de la Bundesliga habiendo sido nombrado Jugador Danés del Año en 1967. 
Su debut fue el 17 de agosto de 1968 (primera jornada) con una derrota por 1:4 en casa contra el recién llegado Alemannia Aachen, que había ascendido un año antes.
Después de dos años en Nuremberg, el club había descendido y fichó con el Bayern de Múnich a principios de la temporada 1970-71 y permaneció allí hasta 1976.
Fue el primer jugador en anotar en un partido de la Bundesliga en el Estadio Olímpico de Múnich en junio de 1972 cuando el Bayern se aseguró el campeonato con una victoria por 5-1 sobre el que sería el subcampeón Schalke 04 ante 79012 espectadores.
Jugó 164 partidos de la Bundesliga con Múnich y marcó siete goles en total. El primero lo logró el 15 de agosto de 1970 (primera jornada) en un empate 1-1 de visitante contra el VfB Stuttgart con el gol de apertura en el minuto 22.
En los años siguientes, el Bayern arrasó, ganando los campeonatos de 1972, 1973 y 1974, tres años seguidos. De 1974 a 1976, el club también ganó el torneo internacional de la Copa de Europa.
No jugó la final de 1975 por estar enfermo, pero si lo hizo en 1974 y 1976. En este último año, ganó la Copa Intercontinental.
También participó en 27 partidos de la Copa DFB (1 gol) y 39 partidos de la Copa de Europa (2 goles en propia puerta, en casa, contra el Dynamo Dresden y el 1. FC Magdeburg).
Después de ocho temporadas en Alemania, regresó a su primer club. Ganó la Copa de Dinamarca de 1977 y el Campeonato de Dinamarca de 1978, antes de retirarse al final de esa campaña. Jugó un total de 214 juegos para Vejle.

## Selección nacional
Debutó con la camiseta de Dinamarca el 9 de junio de 1965 en Jyväskylä, cuando perdió 1-0 con la selección sub-21 en un amistoso internacional contra la sub-21 de Finlandia. Jugó su último partido en esta selección 10 días después en Skövde en un empate 0-0 ante Suecia .
Con la selección jugó 45 internacionales, la primera vez el 26 de septiembre de 1965 en Oslo en un empate 2-2 contra la selección noruega, la última vez el 28 de junio de 1978 en Reikiavik en un empate 0-0 contra la islandesa.
Sus únicos goles internacionales fueron anotados el 26 de octubre de 1966 en una victoria por 3-1 sobre la selección de Israel en Copenhague, el 22 de octubre de 1967 en una victoria por 3-0 sobre la selección de Finlandia en el mismo lugar y el 30 de enero de 1977 en una victoria por 4 a 1 ante Gambia en Banjul.

## Clubes
| Club               | País                | Año       |
| ------------------ | ------------------- | --------- |
| Vejle BK           | Dinamarca           | 1962-1968 |
| 1. F. C. Núremberg | Alemania Occidental | 1968-1970 |
| Bayern de Múnich   | Alemania Occidental | 1970-1976 |
| Vejle BK           | Dinamarca           | 1976-1978 |

## Palmarés

### Títulos nacionales
| Título                 | Equipo           | País      | Año     |
| ---------------------- | ---------------- | --------- | ------- |
| Copa de Alemania       | Bayern de Múnich | Alemania  | 1970-71 |
| Bundesliga             | Bayern de Múnich | Alemania  | 1971-72 |
| Bundesliga             | Bayern de Múnich | Alemania  | 1972-73 |
| Bundesliga             | Bayern de Múnich | Alemania  | 1973-74 |
| Copa de Dinamarca      | Vejle Boldklub   | Dinamarca | 1976-77 |
| Superliga de Dinamarca | Vejle Boldklub   | Dinamarca | 1978    |

### Títulos internacionales
| Título                | Equipo           | País           | Año     |
| --------------------- | ---------------- | -------------- | ------- |
| Copa de Europa        | Bayern de Múnich | Bruselas       | 1973-74 |
| Copa de Europa        | Bayern de Múnich | París          | 1974-75 |
| Copa de Europa        | Bayern de Múnich | Glasgow        | 1975-76 |
| Copa Intercontinental | Bayern de Múnich | Belo Horizonte | 1976    |

### Distinciones individuales
| Distinción                      | Año  |
| ------------------------------- | ---- |
| Futbolista del año en Dinamarca | 1967 |